# Titularbistum Cululi
Cululi  ist ein Titularbistum  der römisch-katholischen Kirche.
Es geht zurück auf ein früheres Bistum in der spätantiken römischen Provinz Byzacena in der Sahelregion des heutigen Tunesien.
| Titularbischöfe von Cululi |                         |                                           |                   |             |
| Nr.                        | Name                    | Amt                                       | von               | bis         |
| 1                          | Ronald Austin Mulkearns | Koadjutorbischof in Ballarat (Australien) | 5. September 1968 | 1. Mai 1971 |